# Erich von Friaul
Erich von Friaul († 799) war von 789 bis zu seinem Tod Herzog von Friaul.
Er spielte eine herausragende Rolle im Zuge der Awarenkriege von Karl dem Großen. Im Jahr 795 gelang es ihm, mit Unterstützung des Slawen Vojnomir den „Ring“ die zentrale Wallanlage der Awaren zu stürmen und wertvolle Schätze zu erbeuten. Nach der Eroberung und Eingliederung des Awarenreiches durch die Franken herrschte Erich von Cividale aus als Präfekt in der karolingischen Pannonia inferior des Baierischen Ostlandes sowie über Istrien mit der oberen dalmatinischen Küste, die Krain und Slawonien. 799 wurde er von den Bewohnern Tarsatikas ermordet.